# Leichtathletik-Europameisterschaften 1958/Weitsprung der Männer

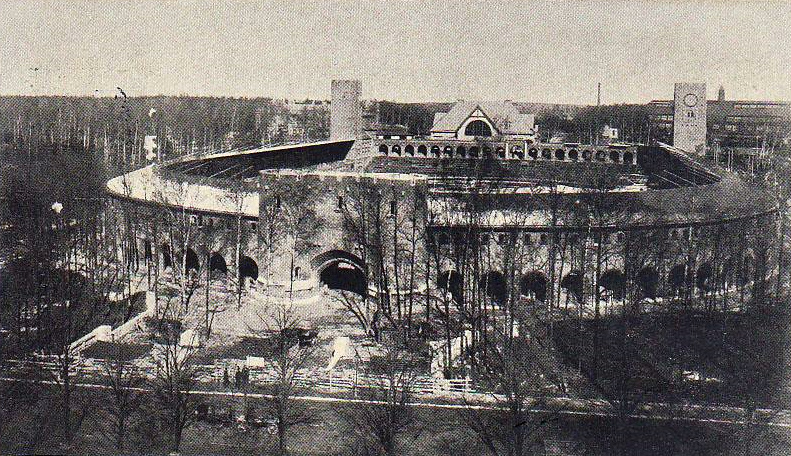
Ansichtskarte des Stockholmer Olympiastadions aus dem Jahr 1912

Der Weitsprung der Männer bei den Leichtathletik-Europameisterschaften 1958 wurde am 19. und 20. August 1958 im Stockholmer Olympiastadion ausgetragen.
In dieser Disziplin gab es mit Silber und Bronze zwei Medaillen für Polen. Europameister wurde der sowjetische Weitspringer Igor Ter-Owanessjan. Er gewann vor Kazimierz Kropidłowski. Bronze ging Henryk Grabowski.

## Rekorde

### Bestehende Rekorde
| Weltrekord           | 8,13 m | Jesse Owens     | Ann Arbor, USA       | 25. Mai 1935       |
| Europarekord         | 7,98 m | Henk Visser     | Bukarest, Rumänien   | 17. September 1956 |
| Meisterschaftsrekord | 7,65 m | Wilhelm Leichum | EM Paris, Frankreich | 3. September 1938  |

### Rekordegalisierung / -verbesserungen
Der bestehende EM-Rekord wurde zunächst egalisiert und dann verbessert. Außerdem gab es einen Landesrekord.
- Meisterschaftsrekorde:
  - 7,65 m (egalisiert) – Igor Ter-Owanessjan (Sowjetunion), Qualifikation am 19. August, erster Versuch
  - 7,81 m (verbessert) – Igor Ter-Owanessjan (Sowjetunion), Finale am 20. August
- Landesrekord:
  - 7,81 m (verbessert) – Igor Ter-Owanessjan (Sowjetunion), Finale am 20. August

## Legende
Kurze Übersicht zur Bedeutung der Symbolik – so üblicherweise auch in sonstigen Veröffentlichungen verwendet:
| – | verzichtet |
| x | ungültig   |

## Qualifikation

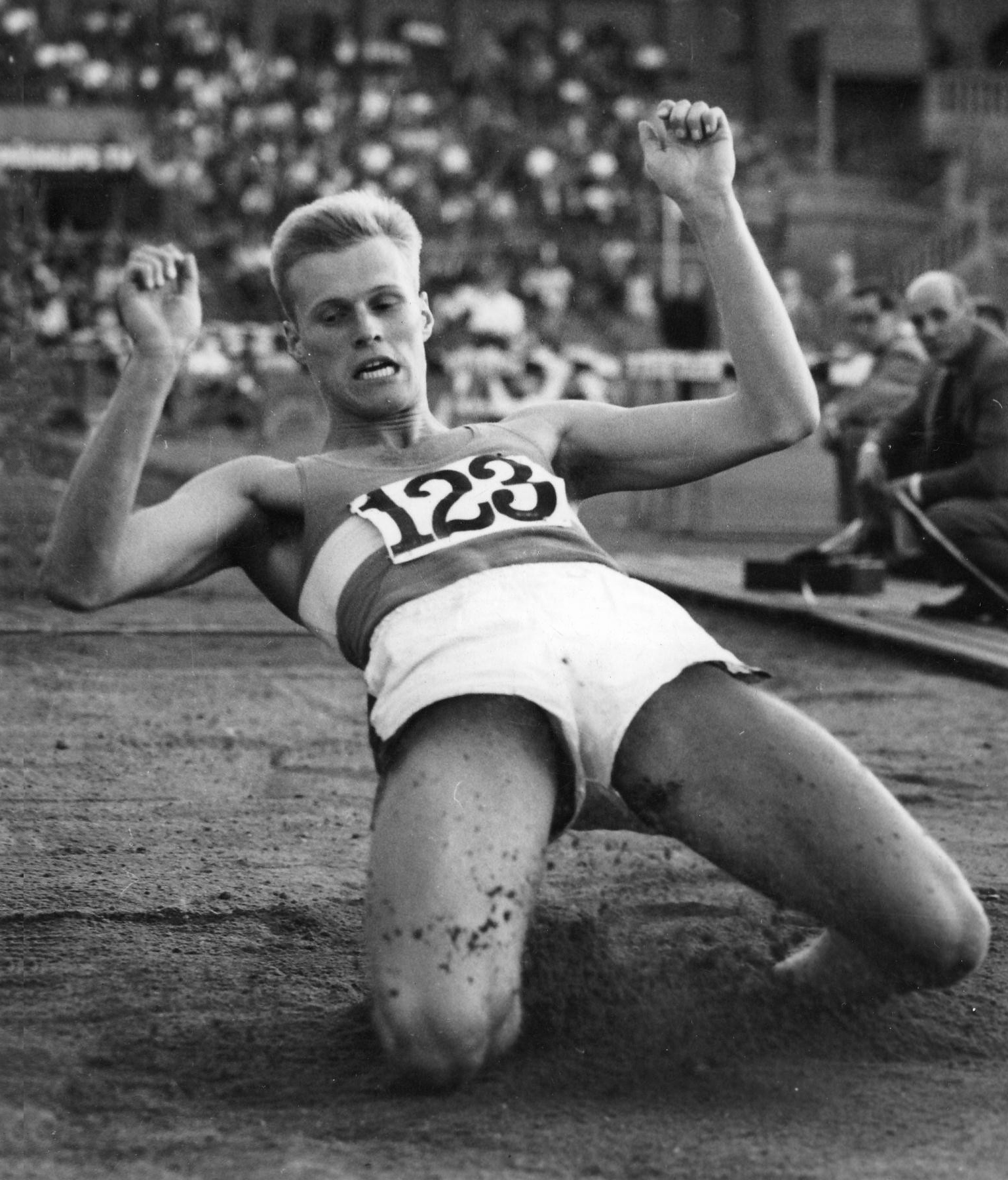
Torgny Wåhlander verfehlte mit seinen 7,10 m das Finale um fünf Zentimeter

19. August 1958, 17.15 Uhr
Die 21 Teilnehmer traten zu einer gemeinsamen Qualifikationsrunde an. Elf von ihnen (hellblau unterlegt) übertrafen die Qualifikationsweite für den direkten Finaleinzug von 7,15 m. Damit war die Mindestanzahl von zwölf Finalteilnehmern noch nicht erreicht, sodass sich der zwölftplatzierte Wettbewerber (hellgrün unterlegt) ebenfalls für das Finale qualifizierte. Für die Finalteilnahme reichten schließlich 7,14 m.
| Platz | Name                   | Nation       | 1. Versuch (m)               | 2. Versuch (m)               | 3. Versuch (m)               | Bestweite (m) |
| 1     | Igor Ter-Owanessjan    | Sowjetunion  | 7,65                         | –                            | –                            | 7,65 CRe      |
| 2     | Kazimierz Kropidłowski | Polen        | 7,63                         | –                            | –                            | 7,630000      |
| 3     | Henryk Grabowski       | Polen        | 7,61                         | –                            | –                            | 7,610000      |
| 4     | Peter Scharp           | Deutschland  | 7,52                         | –                            | –                            | 7,520000      |
| 5     | Jorma Valkama          | Finnland     | ?                            | 7,51                         | –                            | 7,510000      |
| 6     | Manfred Molzberger     | Deutschland  | 7,46                         | –                            | –                            | 7,460000      |
| 7     | Attilio Bravi          | Italien      | 7,42                         | –                            | –                            | 7,420000      |
| 8     | Ödön Földessy          | Ungarn       | ?                            | 7,31                         | –                            | 7,310000      |
| 9     | Ali Brakchi            | Frankreich   | 7,20                         | –                            | –                            | 7,200000      |
| 10    | Oleg Fjodossejew       | Sowjetunion  | 7,19                         | –                            | –                            | 7,190000      |
| 11    | Vilhelm Porrassalmi    | Finnland     | ?                            | 7,17                         | –                            | 7,170000      |
| 12    | Ernst Heckendorn       | Schweiz      | Versuchsserie nicht bekannt  | Versuchsserie nicht bekannt  | Versuchsserie nicht bekannt  | 7,140000      |
| 13    | Branko Miler           | Jugoslawien  | Versuchsserien nicht bekannt | Versuchsserien nicht bekannt | Versuchsserien nicht bekannt | 7,100000      |
| 14    | Torgny Wåhlander       | Schweden     | Versuchsserien nicht bekannt | Versuchsserien nicht bekannt | Versuchsserien nicht bekannt | 7,100000      |
| 15    | Arne Eriksson          | Schweden     | Versuchsserien nicht bekannt | Versuchsserien nicht bekannt | Versuchsserien nicht bekannt | 7,090000      |
| 16    | Georges Salmon         | Belgien      | Versuchsserien nicht bekannt | Versuchsserien nicht bekannt | Versuchsserien nicht bekannt | 7,070000      |
| 17    | Dimitrios Spyropoulos  | Griechenland | Versuchsserien nicht bekannt | Versuchsserien nicht bekannt | Versuchsserien nicht bekannt | 7,040000      |
| 18    | Albert Hofstede        | Niederlande  | Versuchsserien nicht bekannt | Versuchsserien nicht bekannt | Versuchsserien nicht bekannt | 7,020000      |
| 19    | José María Isasa       | Spanien      | Versuchsserien nicht bekannt | Versuchsserien nicht bekannt | Versuchsserien nicht bekannt | 6,890000      |
| 20    | Stoyan Slavkov         | Bulgarien    | Versuchsserien nicht bekannt | Versuchsserien nicht bekannt | Versuchsserien nicht bekannt | 6,850000      |
| 21    | Gustav Schlosser       | Schweiz      | Versuchsserien nicht bekannt | Versuchsserien nicht bekannt | Versuchsserien nicht bekannt | 6,650000      |

## Finale
20. August 1958, 16.45 Uhr
| Platz | Name                   | Nation      | Weite (m)  |
| ----- | ---------------------- | ----------- | ---------- |
| 1     | Igor Ter-Owanessjan    | Sowjetunion | 7,81 CR/NR |
| 2     | Kazimierz Kropidłowski | Polen       | 7,67       |
| 3     | Henryk Grabowski       | Polen       | 7,51       |
| 4     | Attilio Bravi          | Italien     | 7,51       |
| 5     | Ali Brakchi            | Frankreich  | 7,50       |
| 6     | Jorma Valkama          | Finnland    | 7,45       |
| 7     | Peter Scharp           | Deutschland | 7,32       |
| 8     | Oleg Fjodossejew       | Sowjetunion | 7,29       |
| 9     | Vilhelm Porrassalmi    | Finnland    | 7,27       |
| 10    | Ödön Földessy          | Ungarn      | 7,20       |
| 11    | Ernst Heckendorn       | Schweiz     | 7,01       |
| NM    | Manfred Molzberger     | Deutschland | ogV        |

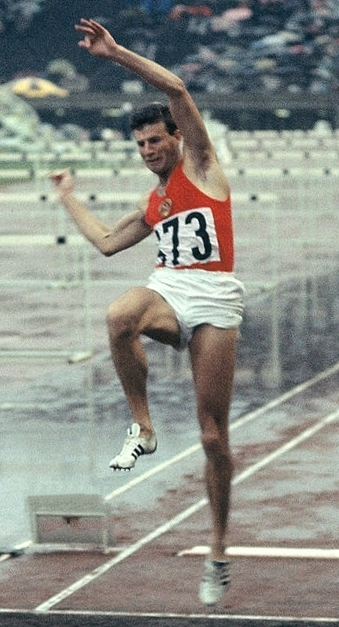
Igor Ter-Owanessjan gewann seinen ersten von drei EM-Weitsprung-Titeln

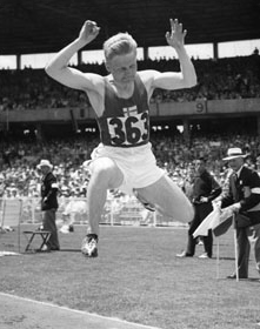
Der Olympiadritte von 1956 Jorma Valkama wurde Sechster
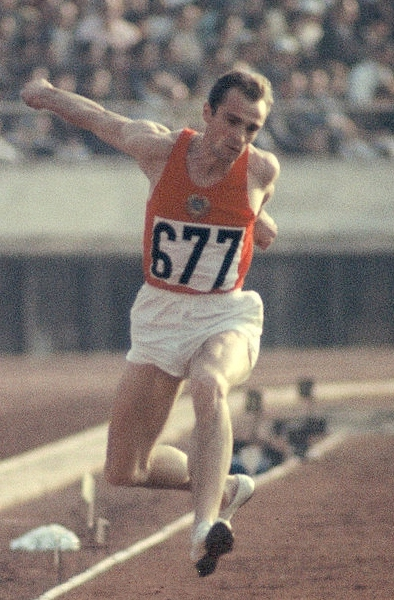
Oleg Fjodossejew – hier als Dreispringer bei den Olympischen Spielen 1964, als er Silber gewann – kam in Stockholm auf den achten Platz
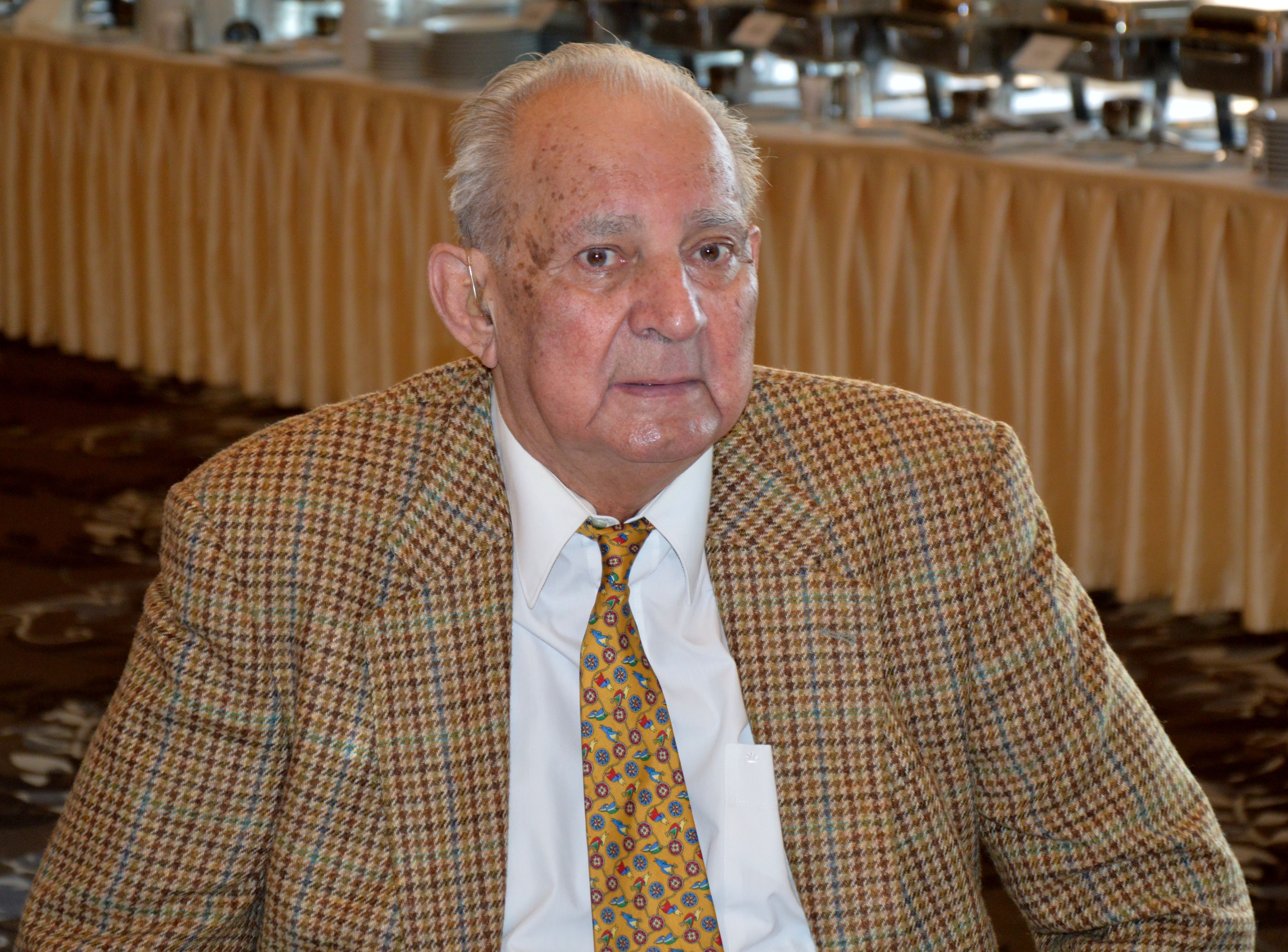
Titelverteidiger Ödön Földessy – auf dem Foto im Jahr 2013 – musste sich mit Rang zehn zufriedengeben